# Хавік (дегестан)
Хавік (перс. حویق) — дегестан в Ірані, у бахші Хавік, в шагрестані Талеш остану Ґілян. За даними перепису 2006 року, його населення становило 11201 особу, які проживали у складі 2550 сімей.

## Населені пункти
До складу дегестану входять такі населені пункти:
- Аґасі
- Бабалю-Махале
- Баґешлю-Махале
- Базарґах
- Біджар-Бін
- Гаштаручуні
- Геліс
- Гензені
- Гензені-Бала
- Герандан
- Зоморі
- Кухестан
- Кухестан-е-Хавік
- Ленза
- Мажде-Алі
- Мохаммад-Алі-Юрді
- Нав
- Рандег-Сар
- Рік-е-Хавік
- Сатум
- Сеєд-Махале-Шірабад
- Сейдґах-Хавік
- Сулі-Махале
- Сутапара
- Утар
- Утар-Махале-Шірабад
- Халіле-Сара
- Шірабад
- Шірабад-Махале